# Autism friendly
Autism friendly (en français : amical envers l'autisme) est un concept ainsi qu'une indication de prise en compte des personnes autistes. Un lieu autism friendly est aménagé en termes d’accueil, d'architecture ou encore d'horaires d'ouverture, afin d'être plus accessible pour ces personnes, souvent affectées d'hypersensibilités sensorielles et d'anxiété. Ce concept vise la suppression des agressions sensorielles perçues par les personnes autistes, en particulier en matière de son, de lumière, de foule, et de communication. 

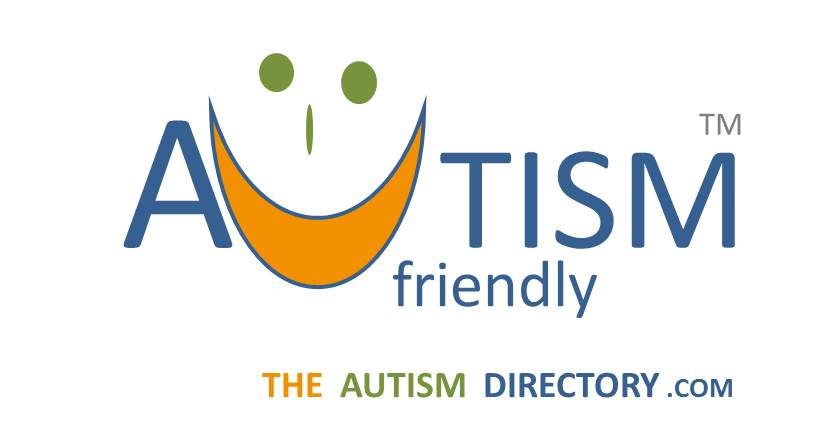
Une indication en.

La notion d′autism friendly concerne essentiellement les pays anglo-saxons. Ces expériences visant à permettre une société inclusive ont été menées dans le domaine de l'éducation, des transports, du tourisme, de la justice, du divertissement et de la consommation.

## Définition
L'autisme concerne, à des degrés divers, 1 % de la population, et perdure toute la vie de la personne. Les difficultés rencontrées en société mènent souvent à de l'exclusion sociale et peuvent être une source de mortalité. Un problème très fréquent chez les personnes autistes est celui des hypersensibilités sensorielles, touchant les cinq sens. Ces problèmes peuvent être atténués par une adaptation de l'environnement, qui rendent les lieux plus accessibles et les événements plus prédictibles, afin d'éviter l'anxiété. Les personnes autistes sont généralement plus affectées que les non-autistes par le bruit, la température, la chaleur, et les odeurs. Aussi, des adaptations dans l'environnement, même minimes, peuvent avoir un effet très positif sur leur bien-être.
Le concept d′autism friendly comprend la création d'espaces de retrait sensoriel dans les écoles afin de permettre un meilleur accueil des élèves autistes, la suppression des lumières fluorescentes et des bruits violents, et l'autorisation d'utiliser du matériel qui réduit les surcharges sensorielles sur les lieux d'étude ou de travail, tel qu'un casque anti-bruits et des lunettes de soleil. Ce concept s'est étendu depuis 2011 à l'organisation de divertissements adaptés aux particularités sensorielles des personnes autistes (suppression des lumières vives, mise à disposition d'espaces plus calmes, etc). La motivation n'est pas uniquement humaniste : les personnes autistes et leurs parents hésitent souvent à se rendre dans des lieux tels que des restaurants et des salles de cinéma, à cause du bruit et des lumières vives susceptibles de provoquer des souffrances sensorielles. Leur proposer des espaces adaptés permet de les encourager à consommer.

## Histoire
Ce concept est très récent, ne remontant pas au-delà des années 2010. Cependant, il a été mis en application auparavant, lors de réunions organisées par et pour des personnes autistes, telles qu'Autreat, aux États-Unis. 

## Mises en application
Au Royaume-Uni, des campagnes ont été menées et des récompenses sont remises aux lieux Autism friendly par l'association Liverpool Autism Champions. Le parlement de Londres propose un guide de visite de la capitale britannique spécifiquement rédigé à l'intention des personnes autistes.

### Éducation
Pathlight School, créée en 2010 à Singapour, est une école autism friendly dont le campus est conçu de façon à respecter la dignité des étudiants autistes, en leur proposant un environnement adapté. Le design architectural, l'agencement et les schémas de couleur visent à réduire les surcharges sensorielles. Cette école propose aussi un ratio professeur / étudiant élevé, un accent sur la nutrition, et un programme complet de formation et d'éducation,.

### Transports
Aux États-Unis, des préparations collectives aux consignes de sécurité des aéroports pour les enfants autistes et leur famille ont été mises en place, avec pour but de diminuer l'anxiété qu'ils pourraient ressentir : 2000 familles en ont bénéficié entre 2011 et 2017. Le même type de préparation existe à l'Aéroport international Stanfield d'Halifax, en Nouvelle-Écosse (Canada).

### Justice et police
Des initiatives visent à permettre de faire savoir aux forces de police et au personnel judiciaire qu'une personne est autiste, dans la mesure où la confrontation avec ces milieux peut être stressante pour elles. Un programme en ce sens a été lancé à Glasgow, en Écosse, en 2012, utilisant une base de données à propos de l'autisme, dans le but que le personnel policier et d'intervention médicale ou judiciaire reçoive une notification en cas de contact avec une personne autiste, afin de mettre en place un mode de communication moins stressant et plus facilement intercompréhensible,. Des Autism Alert Cards (cartes alerte autisme) sont disponibles pour les personnes autistes des Scottish Borders et du Lothian, en Écosse, afin que la police et les services de secours puissent identifier les personnes autistes et communiquer avec elles de manière appropriée. Ces cartes, qui encouragent des interactions autism friendly, contiennent des informations à propos de la manière de communiquer.

### Divertissements et consommation
Le premier parc d’attractions certifié accessible aux personnes autistes a ouvert en avril 2018 à Langhorne en Pennsylvanie : il met à disposition des casques anti-bruits, des pièces silencieuses et un guide sensoriel.

#### Centres commerciaux
Au Canada, les centres commerciaux d'Oxford Properties ont mis une procédure en place afin de permettre aux enfants autistes de rencontrer le Père Noël en évitant la foule et le bruit. Le centre commercial ouvre plus tôt et n'autorise alors l'entrée qu'aux familles avec enfant autiste désireuses de rencontrer le Père Noêl en privé. En 2012, le Southcentre Mall de Calgary était le premier centre commercial au monde à proposer ce service. Les enfants reçoivent un petit livret expliquant la procédure, et à l'arrivée au centre commercial, sont placés dans une zone d'attente près du Père Noël avant leur visite « pour assurer leur confort ».
Les supermarchés Countdown, en Nouvelle-Zélande, on mis en place une heure calme (quiet hour) une heure par semaine depuis fin août 2018, pour permettre aux personnes autistes d'accéder plus facilement à leurs magasins.

#### Spectacles
Aux États-Unis, le Theatre Development Fund (TDF) a créé un programme en 2011 afin de « rendre le théâtre [incluant la comédie musicale] accessible aux enfants et adultes autistes ». Nommée the Autism Theatre Initiative, elle fait partie d'un programme d'accessibilité mis en place avec le concours de l'association Autism Speaks et de l'entreprise The Walt Disney Company, en partenariat avec des experts qui ont assisté à la mise en place du spectacle en suggérant des adaptations. Ces adaptations incluent la mise à disposition d'espaces calmes, des modifications dans la pièce pour supprimer ou réduire les lumières stroboscopiques et le bruit, et des lieux où les personnes qui assistent à la pièce puissent se rendre en cas de besoin de changer d'activité après avoir quitté le théâtre. Des social stories expliquant l’expérience ont été distribuées. Les pièces concernées incluent  Le Roi Lion et Mary Poppins,,,,.
La première de la comédie musicale Wicked entièrement autism friendly a été jouée à West End à Londres le 14 mai 2016.